# Niebieski szlak turystyczny Pińczów – Wiślica
 Niebieski szlak turystyczny Pińczów – Wiślica – szlak turystyczny na terenie Ponidzia.

## Opis szlaku
Szlak o długości 39 km. Prowadzi przez Garb Pińczowski oraz Nieckę Solecką, częściowo na terenie Nadnidziańskiego Parku Krajobrazowego. Przechodzi przez florystyczne rezerwaty przyrody: Pieczyska, Skorocice oraz Przęślin. Na trasie szlaku znajdują się gotyckie kościoły w Chotlu Czerwonym i Gorysławicach oraz bazylika w Wiślicy.

## Przebieg szlaku
| Odległość | Atrakcje                                                                                               | Punkt                      | Skrzyżowania szlaków  |
| --------- | --- | -------------------------- | --------------------- |
| 0,0 km    | klasztor · kościół · zabytek judaizmu · kaplica · muzeum · cmentarz · zabytek · ruiny · punkt widokowy | Pińczów PKS                |                       |
| 6,0 km    | rezerwat roślinny                                                                                      | rezerwat Pieczyska         |                       |
| 12,0 km   | pomnik                                                                                                 | Grochowiska pomnik         | Grochowiska – Wiślica |
| 13,0 km   | | Grochowiska PKP            |                       |
|           | | Las Winiarski              |                       |
| 17,0 km   | | Wełecz PKS                 |                       |
| 18,0 km   | | Oleszki                    |                       |
| 20,0 km   | | Biniątki                   |                       |
| 23,0 km   | rezerwat roślinny                                                                                      | rezerwat Winiary Zagojskie |                       |
| 24,5 km   | rezerwat roślinny                                                                                      | rezerwat Skorocice         |                       |
| 26,5 km   | | Skorocice PKS              |                       |
| 28,5 km   | | Aleksandrów                |                       |
| 31,0 km   | pomnik                                                                                                 | Chochół PKS                |                       |
| 32,0 km   | zabytek techniki                                                                                       | Brzezie młyn               |                       |
| 33,5 km   | kościół                                                                                                | Chotel Czerwony            |                       |
| 34,0 km   | rezerwat roślinny                                                                                      | rezerwat Przęślin          |                       |
| 38,0 km   | kościół                                                                                                | Gorysławice                |                       |
| 39,0 km   | kościół · zabytek · muzeum · grodzisko                                                                 | Wiślica PKS                | Grochowiska – Wiślica |

## Galeria

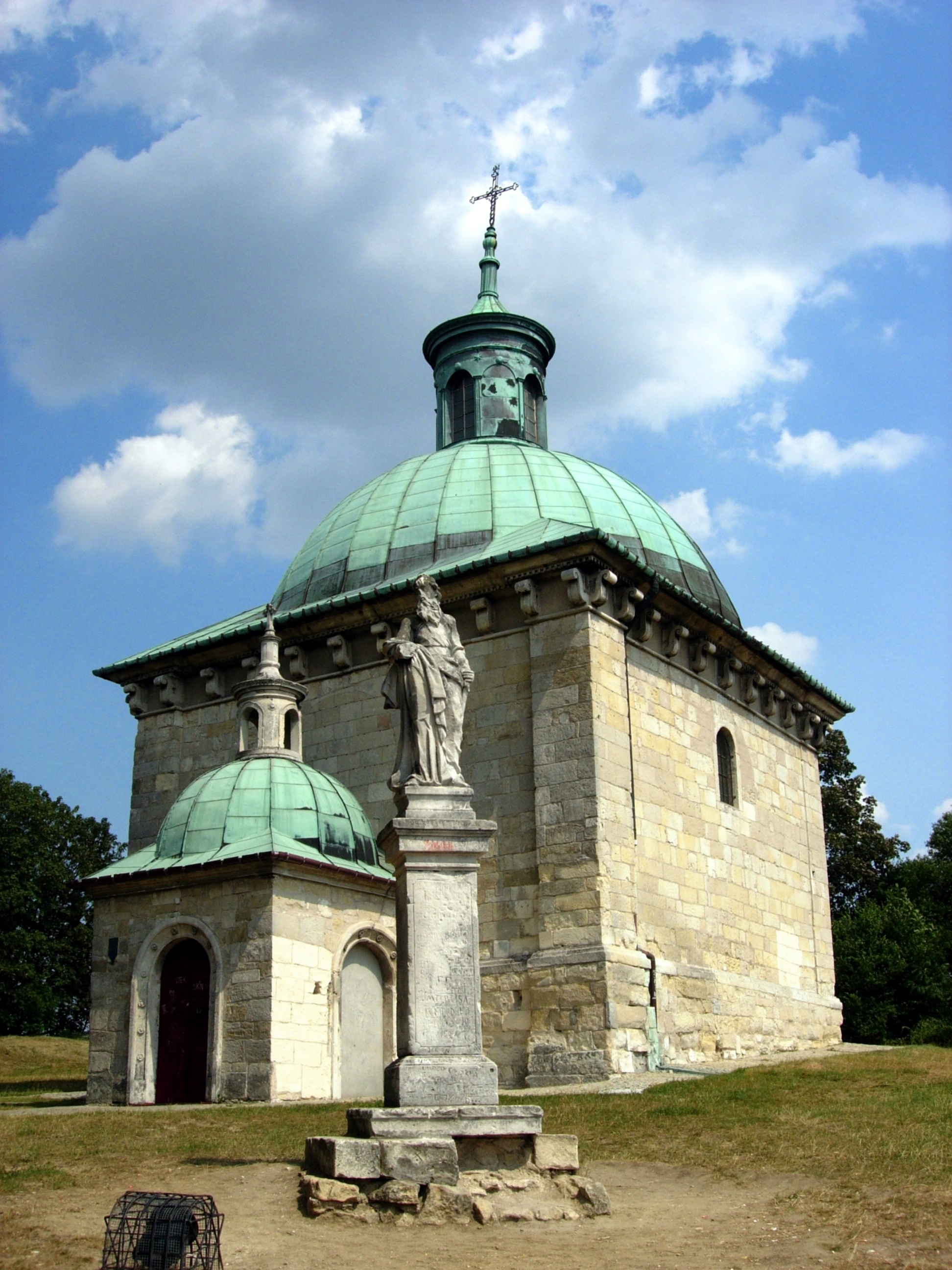
Kaplica Świętej Anny w Pińczowie
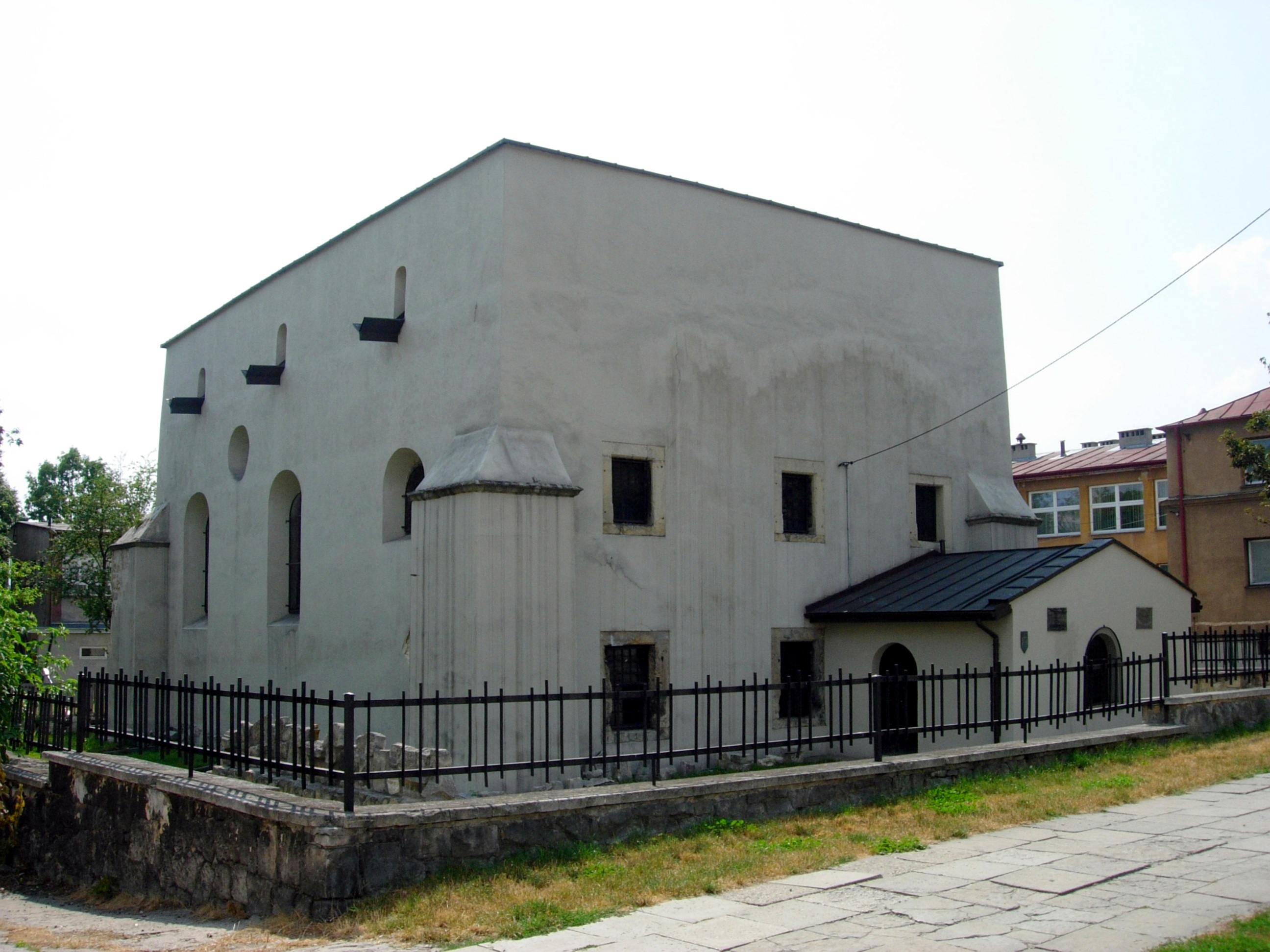
Stara synagoga w Pińczowie
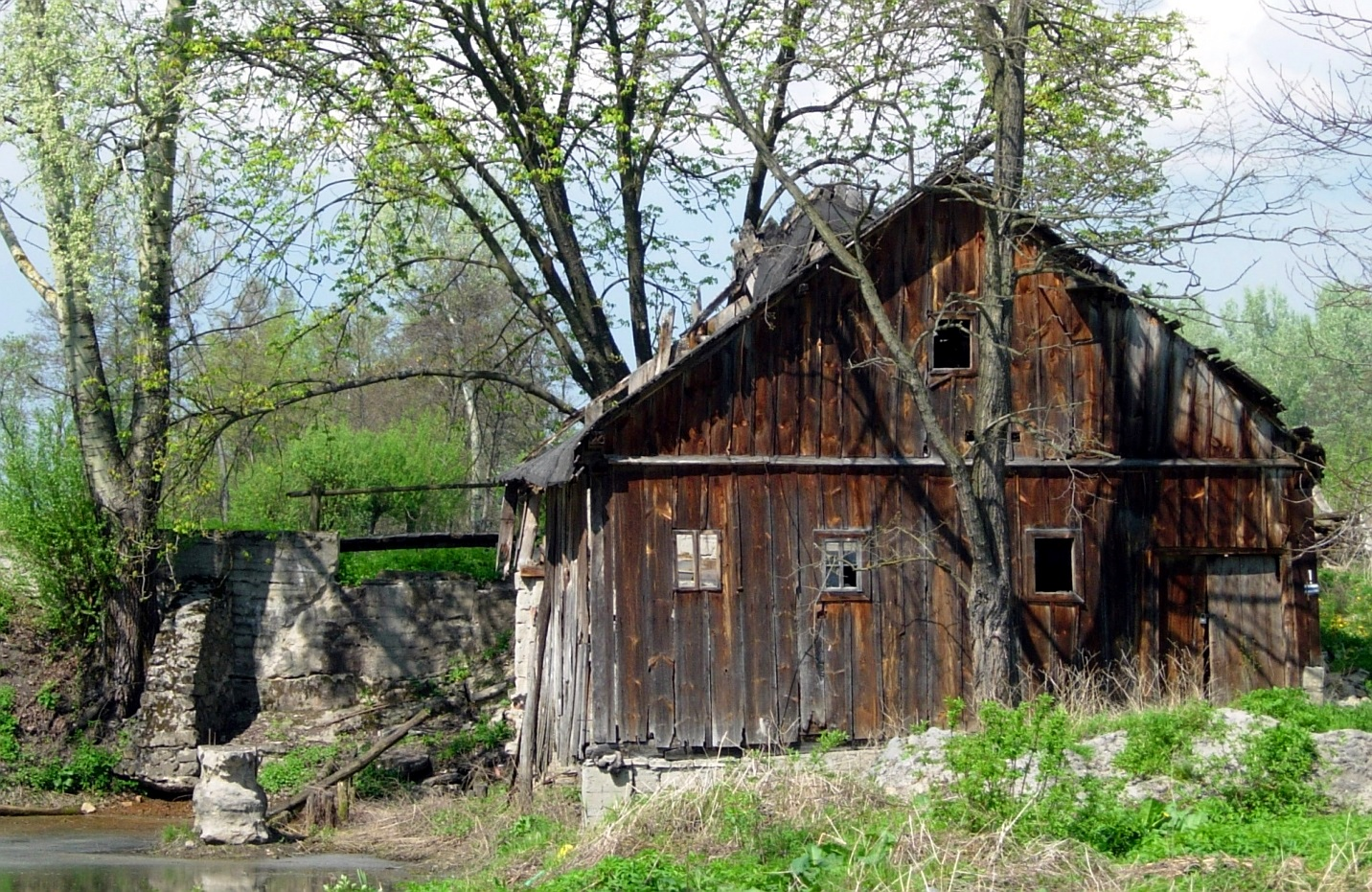
Ruiny młyna wodnego w Brzeziu
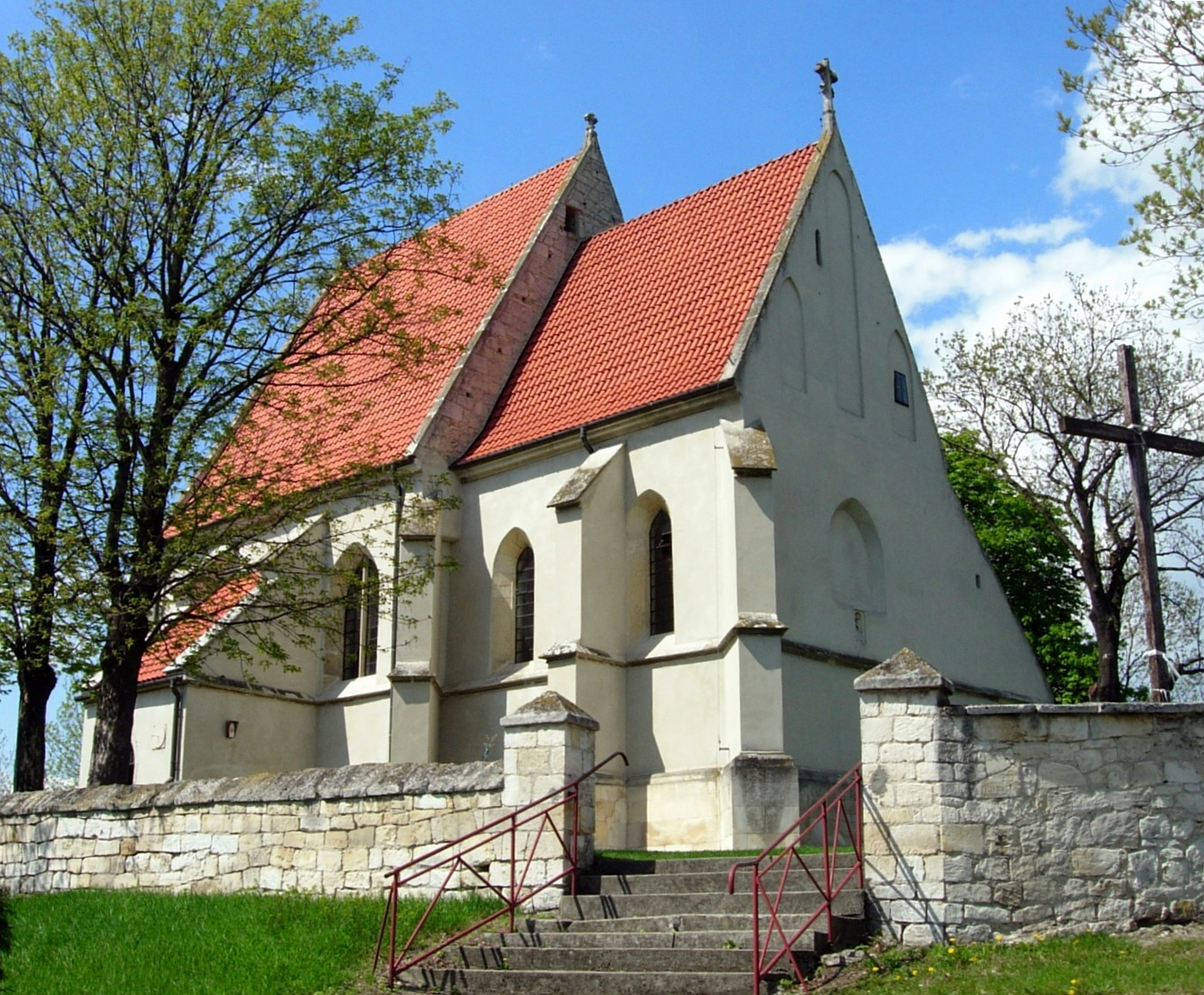
Kościół pw. Świętego Bartłomieja w Chotlu Czerwonym
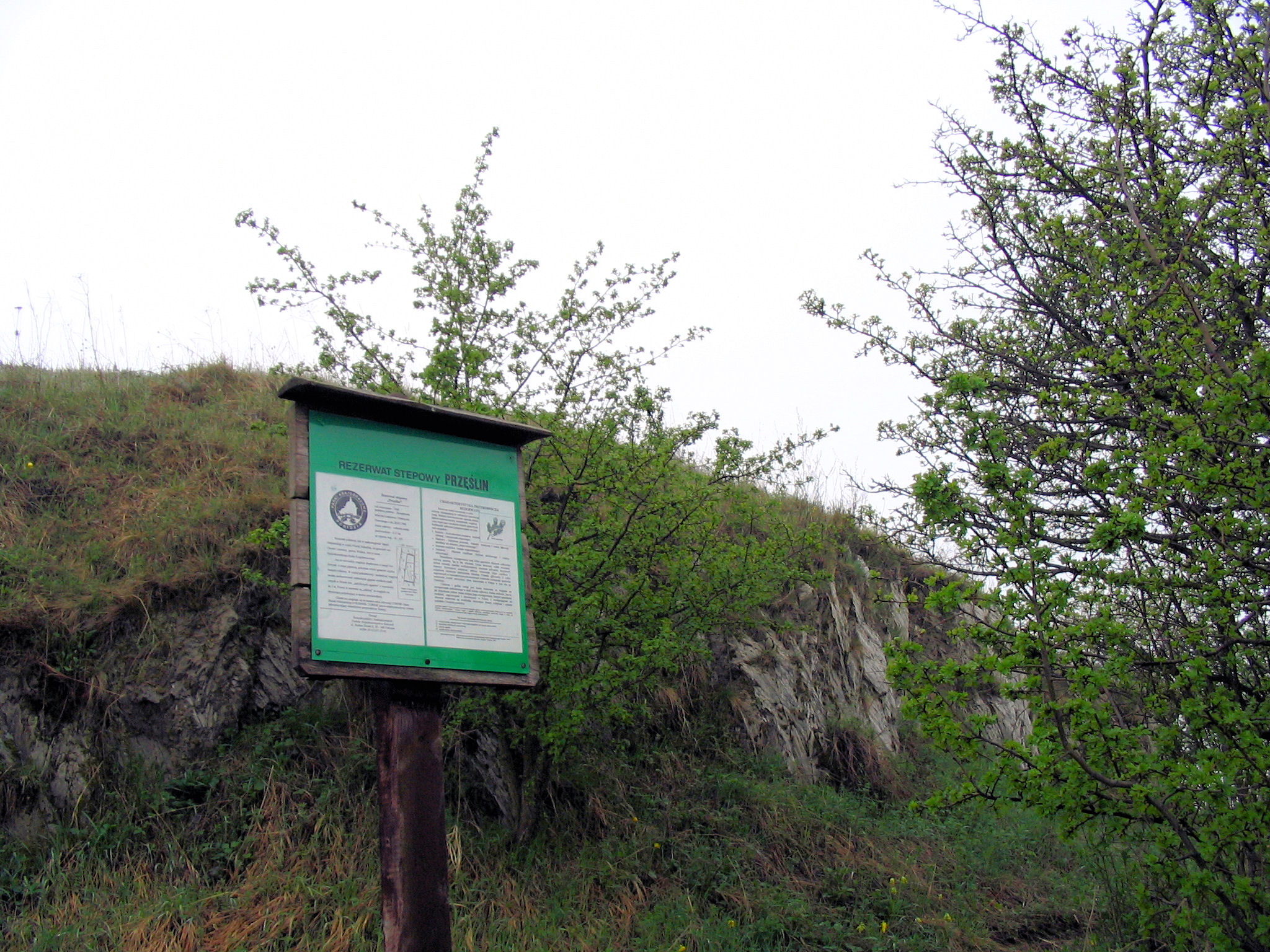
Rezerwat przyrody Przęślin
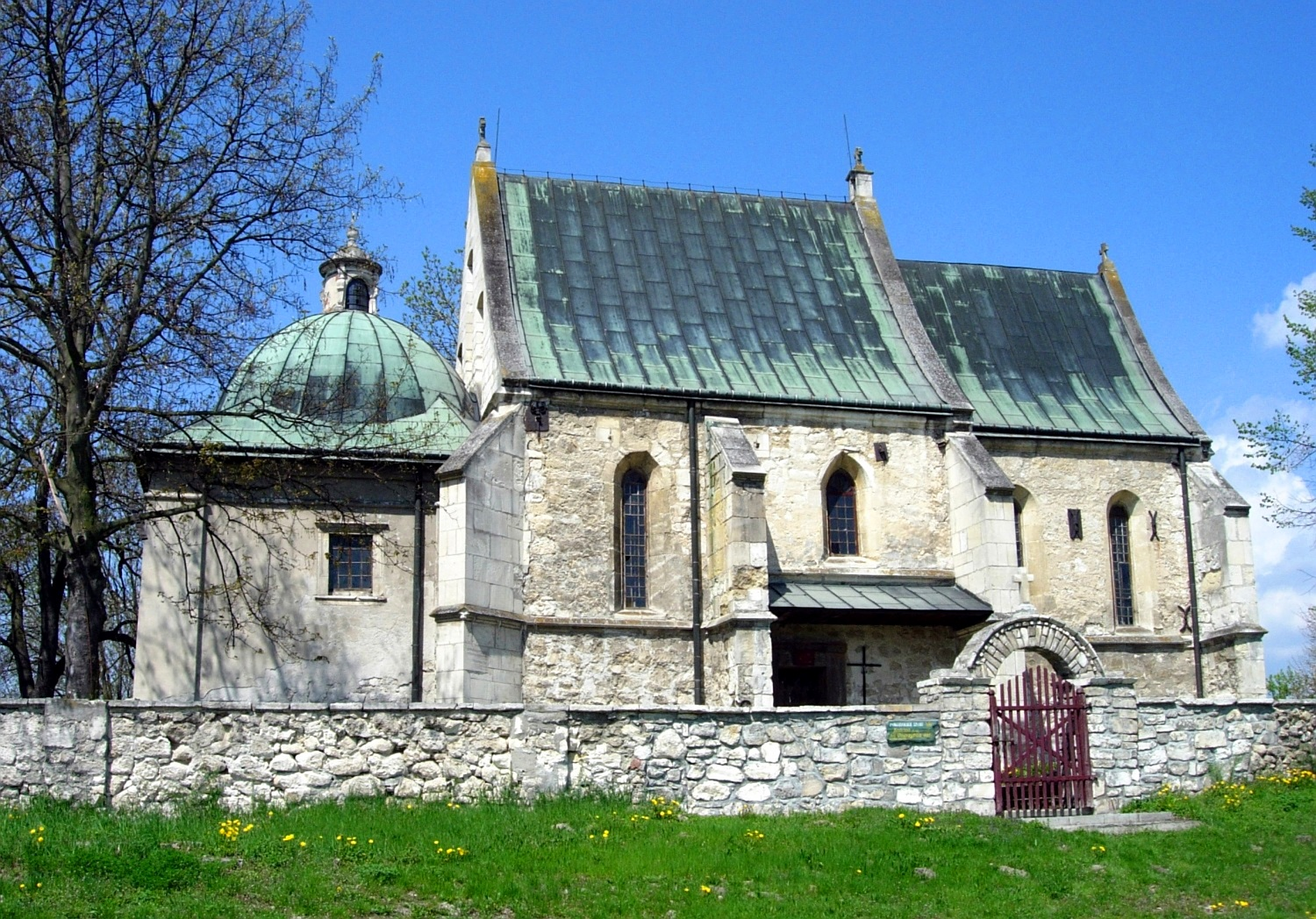
Kościół pw. św. Wawrzyńca w Gorysławicach
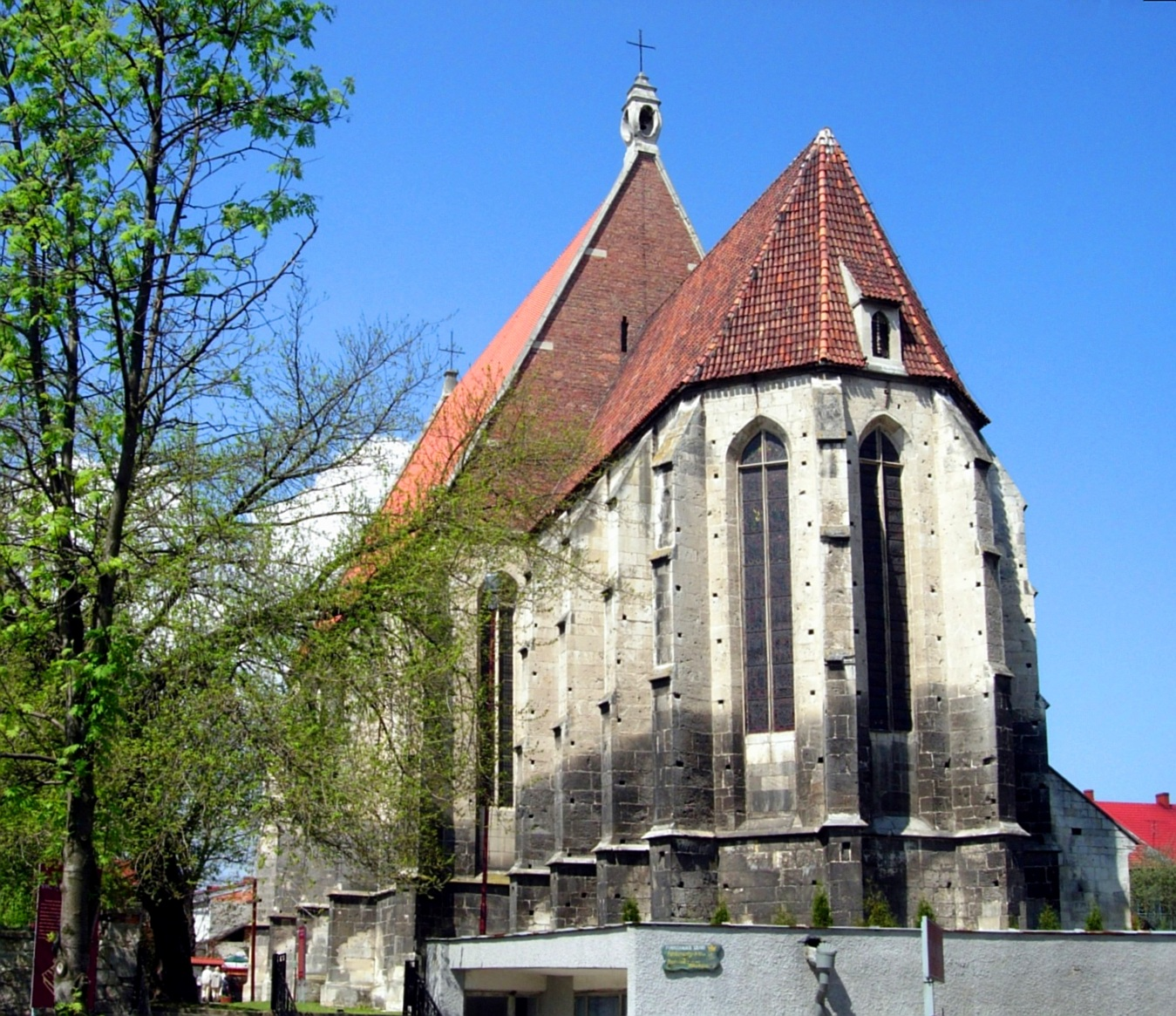
Bazylika Narodzenia Najświętszej Marii Panny w Wiślicy